# Malla antihierbas

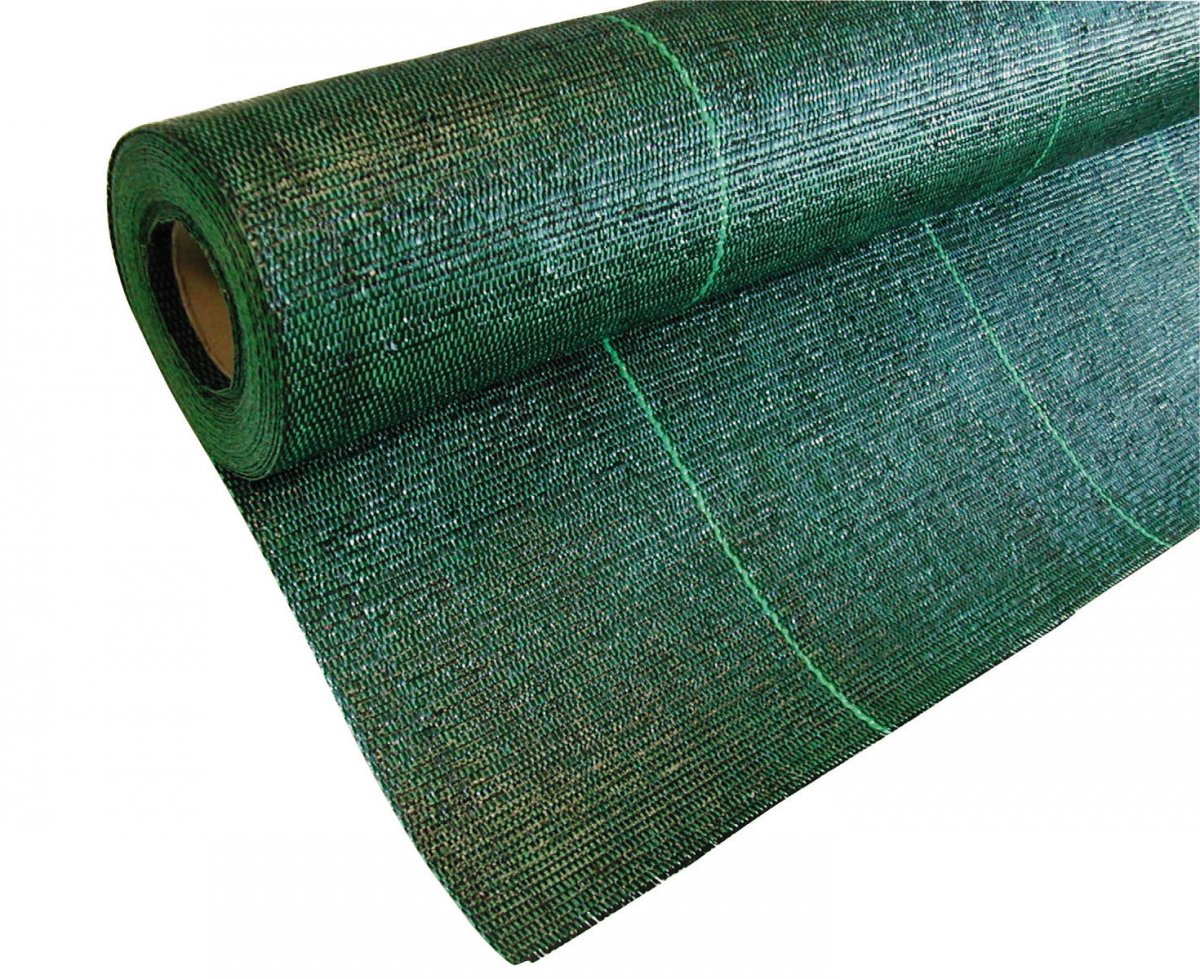
Vista de una malla antihierbas

Las mallas antihierbas se utilizan para evitar que aparezca vegetación no deseada entre los cultivos.
Las mallas antihierba se instalan directamente sobre el suelo con el objetivo de controlar la aparición de malas hierbas. Con ellas se impide el paso de la luz solar, lo que anula la función clorofílica de las plantas, dejando pasar el aire y el agua, necesarios para el crecimiento de las plantas que se cultivan en la zona.

## Tipos de mallas antihierbas
Existen dos tipos principales de mallas antihierba: las mallas tejidas y las geotextiles.

### Malla tejida
Son mallas de polipropileno muy resistentes que bloquean el paso de la luz, impidiendo así la aparición de malas hierbas. Las mallas tejidas tienen diferentes colores para elegir el que mejor se adapte al entorno en el que se van a colocar.
Dentro de las mallas tejidas podemos elegir el peso por metro cuadrado de la malla. Esta característica diferencia los usos de las mallas tejidas antihierbas. En jardinería se utilizan fundamentalmente mallas de 105 gramos/m², mientras que en restauración se colocan mallas de 130 gramos/m².

### Geotextil
Se utilizan para evitar la aparición de malas hierbas con raíces muy agresivas como algunas plantas de la familia de las aspargáceas o las ciperáceas. El principio de funcionamiento es el mismo: evitan que pasen la luz y así no dejan crecer malas hierbas. Pero son mallas más resistentes y duraderas que las mallas tejidas.
El peso por metro cuadrado de las mallas geotextiles también puede variar, siendo el más frecuente el de 125 gramos/m².

## Comparativa entre las mallas antihierbas
En la siguiente tabla se muestra una comparativa con respecto a las diferentes características importantes de las mallas antihierbas en función del tipo de malla y del peso por metro cuadrado.
|                                | Malla tejida 105gr/m² | Malla tejida 135gr/m² | Geotextil 125gr/m² |
| Resistencia                    | Buena                 | Excelente             | Excelente          |
| Flexibilidad                   | Excelente             | Excelente             | Buena              |
| Duración                       | Buena                 | Buena                 | Excelente          |
| Antipunzonamiento              | Aceptable             | Buena                 | Excelente          |
| Duración                       | Buena                 | Buena                 | Excelente          |
| Impermeabilidad                | Excelente             | Excelente             | Excelente          |
| Resistencia a agentes químicos | Buena                 | Buena                 | Buena              |

## Consejos para la instalación
Colocar una malla antihierbas es un proceso sencillo. El principal aspecto a tener en cuenta es que se recomienda limpiar previamente el terreno en el que se quiere evitar que aparezcan malas hierbas.
La sujeción al suelo se hace mediante clavos, separados aproximadamente por un metro de distancia.
Las plantas que queremos que crezcan se deben dejar fuera de la malla, realizando cortes en la misma. Esto se puede hacer antes de tener el cultivo, con la previsión de dónde va a ir cada planta, o una vez que ya tenemos las plantas que queremos cultivar. 
Para ajustar al máximo la malla a las plantas ya existentes se recomienda cubrirla con piedras pequeñas.